# Ofranda Muzicală

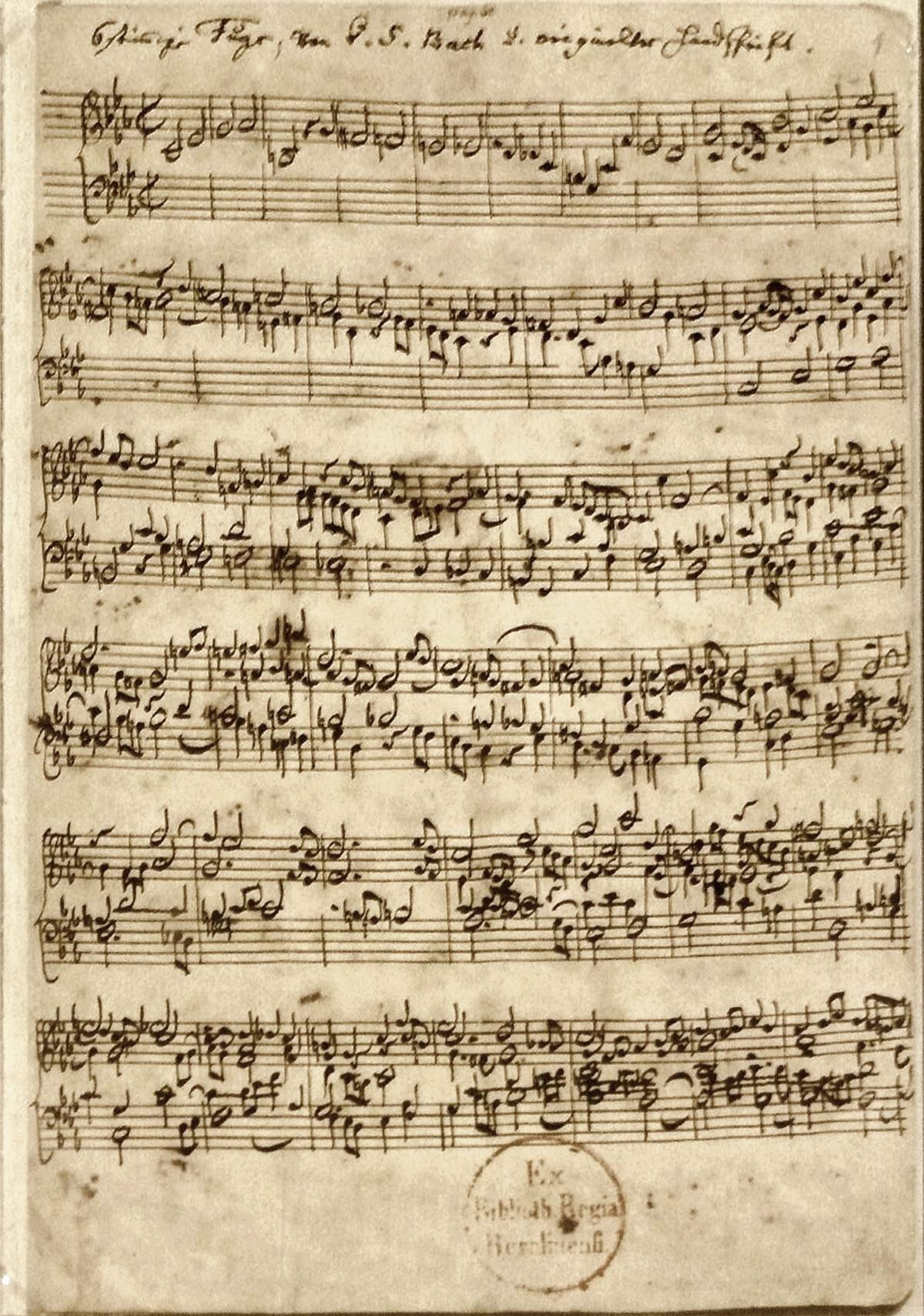
Prima pagină a manuscrisului Ricercar a 6 din Ofranda Muzicală

Ofranda Muzicală (germană Musikalisches Opfer) este o colecție de canoane și fugi pentru un instrument cu claviatură și de alte piese muzicale de Johann Sebastian Bach. Toate sunt bazate pe o singură temă, dată lui Bach de regele Prusiei Frederic cel Mare, căruia îi sunt dedicate. Punct culminant al lucrării este Ricercar a 6, o fugă pe șase voci considerată drept „cea mai semnificativă compoziție pentru pian a mileniului”. Numită uneori Fuga prusacă, nume utilizat de însuși Bach, ea este analizată în capitolul introductiv la volumul Gödel, Escher, Bach de Douglas Hofstadter.

## Istoric

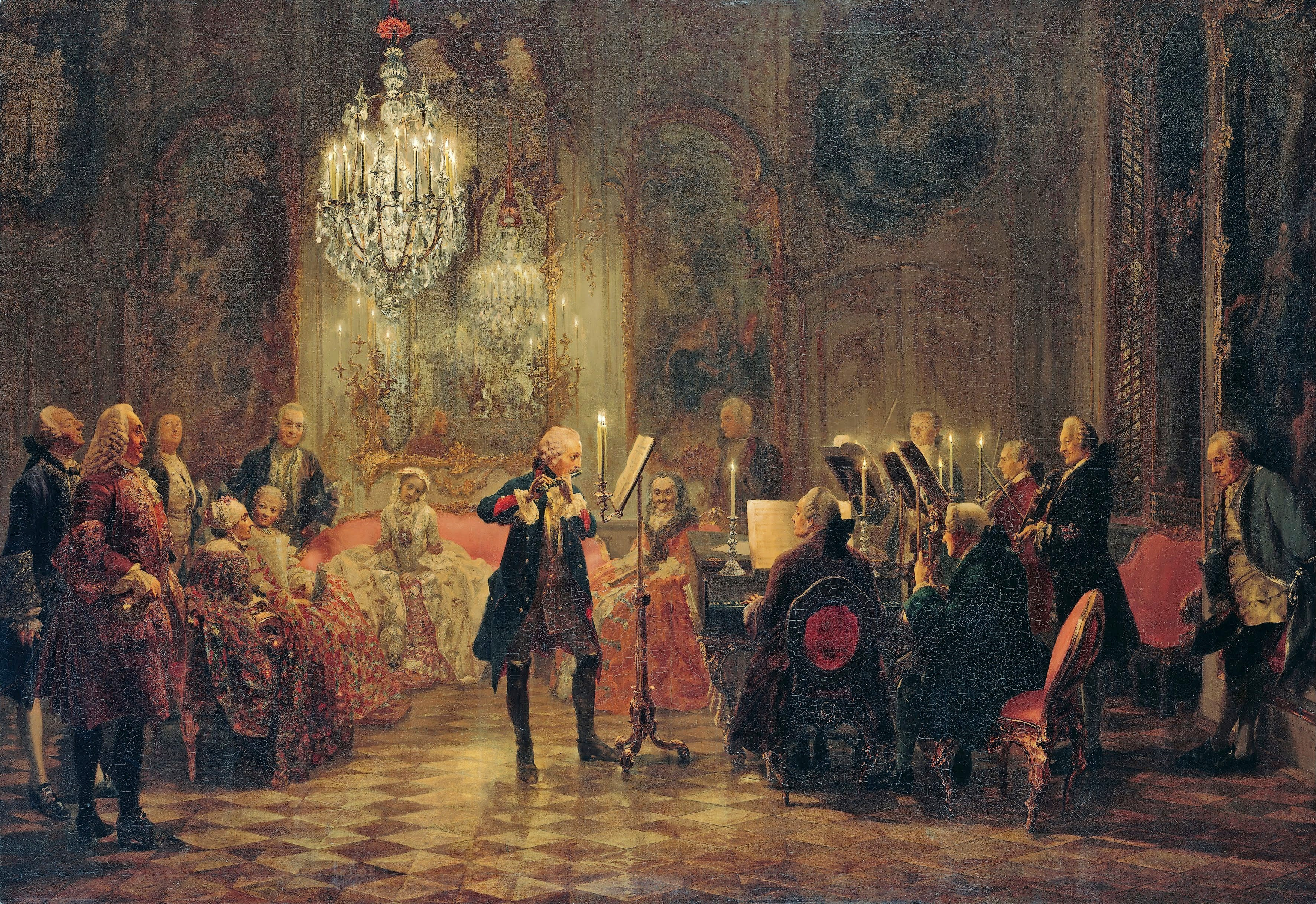
Concert la Sanssouci, cu Frederic cel Mare cântând la flaut și Carl Philipp Emanuel Bach acompaniindu-l la fortepiano

Colecția își are originea în întâlnirea, din 7 Mai 1747, dintre Bach și Frederic la reședința regală din Potsdam, unde Carl Philipp Emanuel Bach, fiu al lui Johann Sebastian, era muzician al curții. Regele dorea să-i arate lui Bach tatăl un instrument nou, fortepiano, inventat cu puțini ani în urmă și din care poseda cincisprezece exemplare. Regele a prezentat pe unul din instrumente o temă lungă și complexă

și i-a cerut lui Bach, cunoscut pentru talentul său de improvizator, să improvizeze o fugă pe această temă. Bach a improvizat o fugă pe trei voci, în mod magistral, după care a fost provocat să scrie o fugă pe șase voci. Bach a trebuit să accepte și a promis să dezvolte tema „pe hârtie într-o fugă ordonată iar apoi să o graveze în cupru”. Întors la Leipzig, a dezvoltat Thema Regium (tema regelui) în două fugi, una pe trei și alta pe șase voci, a adăugat un număr de canoane și o triosonată pentru flaut, vioară și basso continuo. Flautul a fost ales ca „instrument regal”, Frederic al II-lea fiind un pasionat flautist. Lucrarea a fost terminată în septembrie 1747.

## Structură
În forma finală, Ofranda Muzicală e compusă din:
- Două ricercar, scrise pe tot atâtea portative câte voci:
  - Ricercar a 3 (fugă pe trei voci)[3]

- - Ricercar a 6 (fugă pe șase voci)[4]
- Zece canoane:
  - Canones diversi super Thema Regium:
    - Două Canones a 2 (primul fiind un canon cancrizans)
    - Canon a 2, per motum contrarium
    - Canon a 2, per augmentationem, contrario motu
    - Canon a 2, per tonos

  - Canon perpetuus
  - Fuga canonica in epidiapente[5]
  - Canon a 2 quaerendo invenietis
  - Canon a 4
  - Canon perpetuus, contrario motu
- Trio sonata[6] pentru flaut, vioară și basso continuo în patru părți:
  - Largo
  - Allegro
  - Andante
  - Allegro